# Rue Saint-Éloi (Colmar)
Pour les articles homonymes, voir Rue Saint-Éloi.
La rue Saint-Éloi, est une voie de circulation de la ville de Colmar, en France.

## Situation et accès
Cette voie de circulation, d'une longueur de 300 m (plus deux décrochages de 20 et 25 m), se trouve dans le quartier centre.
On y accède par l'avenue d'Alsace, les rues du Nord, Vauban, des Laboureurs, de l'Enceinte et la route de Neuf-Brisach.
Bus de la TRACE, ligne    4  , arrêt Saint-Éloi.